# Zaparzacz

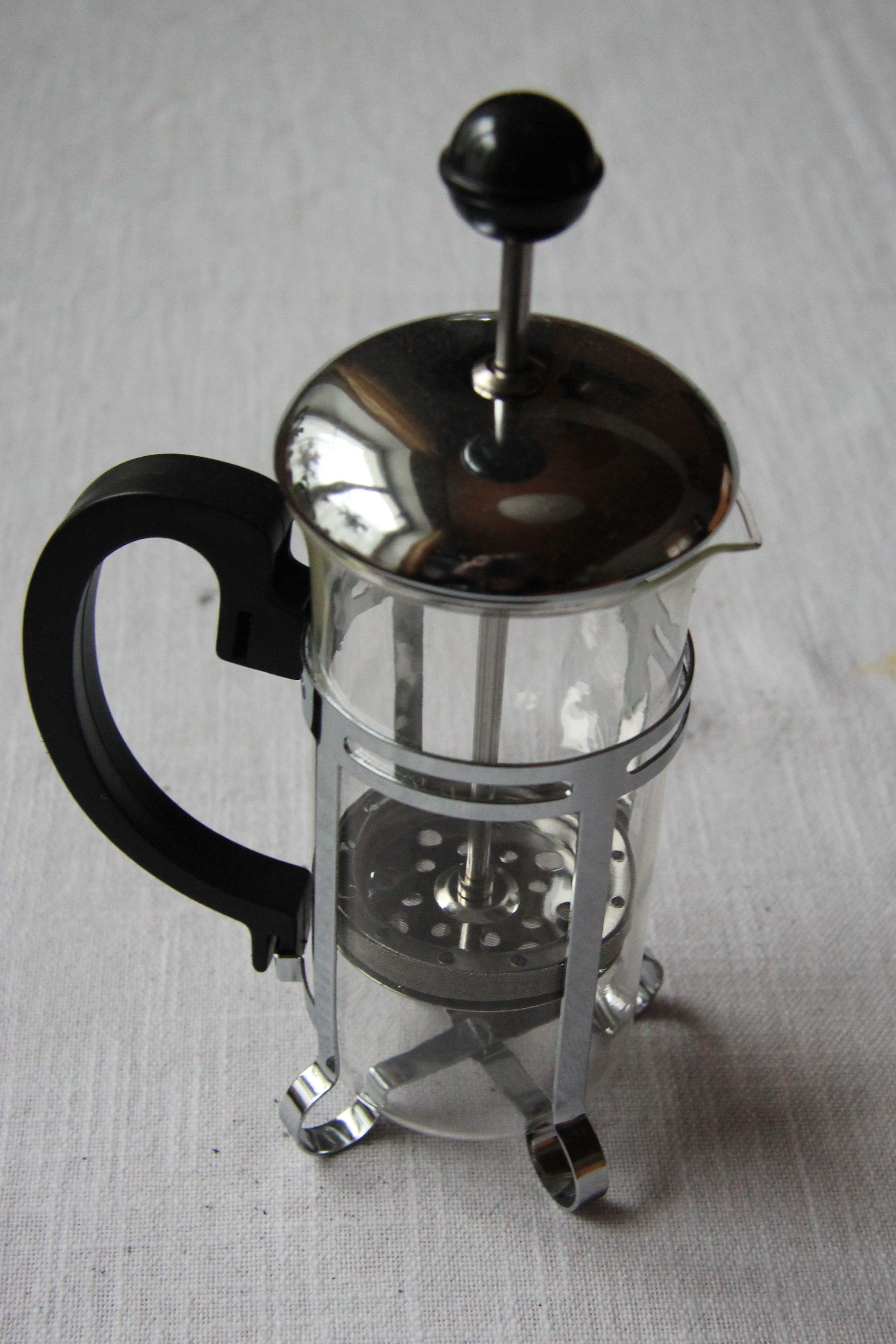
Szklany zaparzacz

Zaparzacz, zaparzacz tłokowy – niewielkie, proste urządzenie kuchenne bez źródła zasilania, służące do zaparzania kawy. Ma formę naczynia (najczęściej szklanego), do którego wsypuje się grubiej zmieloną kawę, wlewa się zagotowaną oddzielnie wodę i zamyka naczynie pokrywką z przymocowanym tłokiem z sitkiem. Do naczynia jest zainstalowany uchwyt, dodatkowo chroniący dłoń przed wysoką temperaturą. Zaparzacz może być również używany do zaparzania herbaty.
Zaparzacz jest prosty w użyciu oraz znacznie tańszy i mniejszy od ekspresu do kawy. Niedogodnością jest większa pracochłonność obsługi w porównaniu z ekspresem i kawiarką oraz niewielka pojemność zaparzacza, co ma znaczenie przy przygotowywaniu kawy dla większej liczby osób.

## Sposób działania
Do zaparzacza wsypuje się grubiej zmieloną kawę w ilości około 60 g na litr wody. Kawę zalewa się (ilością taką, aby przykryć kawę) zagotowaną wodą o temperaturze ok. 95°C i miesza. Podczas mieszania uwalnia się dwutlenek węgla powstały w wyniku palenia, a odczekanie pozwala pozbyć się jego nadmiaru. Po upływie ok. 30 s nalewa się resztę wody i zamyka pokrywkę. Po upływie 3-4 minut za pomocą tłoczka z sitkiem przepcha się fusy na dno i rozlewa napój do filiżanek.